# Крещение Константина
«Крещение Константина» (итал. Battesimo di Costantino) — фреска, выполненная в мастерской Рафаэля одним из его учеников. Предположительно её автором является Джанфранческо Пенни. Написана в период между 1517 и 1524 годами.
После смерти Рафаэля в 1520 году его ученики, в том числе и Джанфранческо Пенни, работали над завершением начатых произведений для Апостольского дворца в Ватикане. Сегодня этот комплекс, где размещаются работы, называется Станцы Рафаэля. Фреска Крещение Константина располагается в Sala di Costantino (зал Константина).
В центре фрески изображен Константин Великий, преклоняющий колено перед Сильвестром I, в момент крещения. Действие происходит в Латеранской базилике. Художник предал сходство между изображенным Сильвестром и Климентом VII, по чьему указу были продолженны работы над фреской. Адриан VI, правивший Ватиканом всего год, стремился к простоте и скромности в церкви, в результате чего закрыл Бельведер и приказал прекратить работы над картинами по заказу предыдущего папы. Сильвестер льет воду на голову Константину и читает из книги. На страницах книги виден текст Hodie salus Urbi et Imperio facta est (Сегодня спасен Рим и Император). Слева и справа стоят современники художника, Карл V и Франциск I. Под каждым из них виднеются надписи: Lavacrum Renascentis Vitae C. Val. Constantini (слева) и Clemens VII Pont. max. a Leone X Coeptum Consumavit MDXXIIII (справа).
Несмотря на покой и статичность, присущие ренессансу, произведение больше тяготеет к маньеризму.

## Примечание
1. ↑  Kunst Raffael Stanzen Taufe Kostantins Sala di Constantino. www.susannealbers.de. Дата обращения: 17 января 2016. Архивировано 7 августа 2016 года.